# الوقاية من هجوم القرش

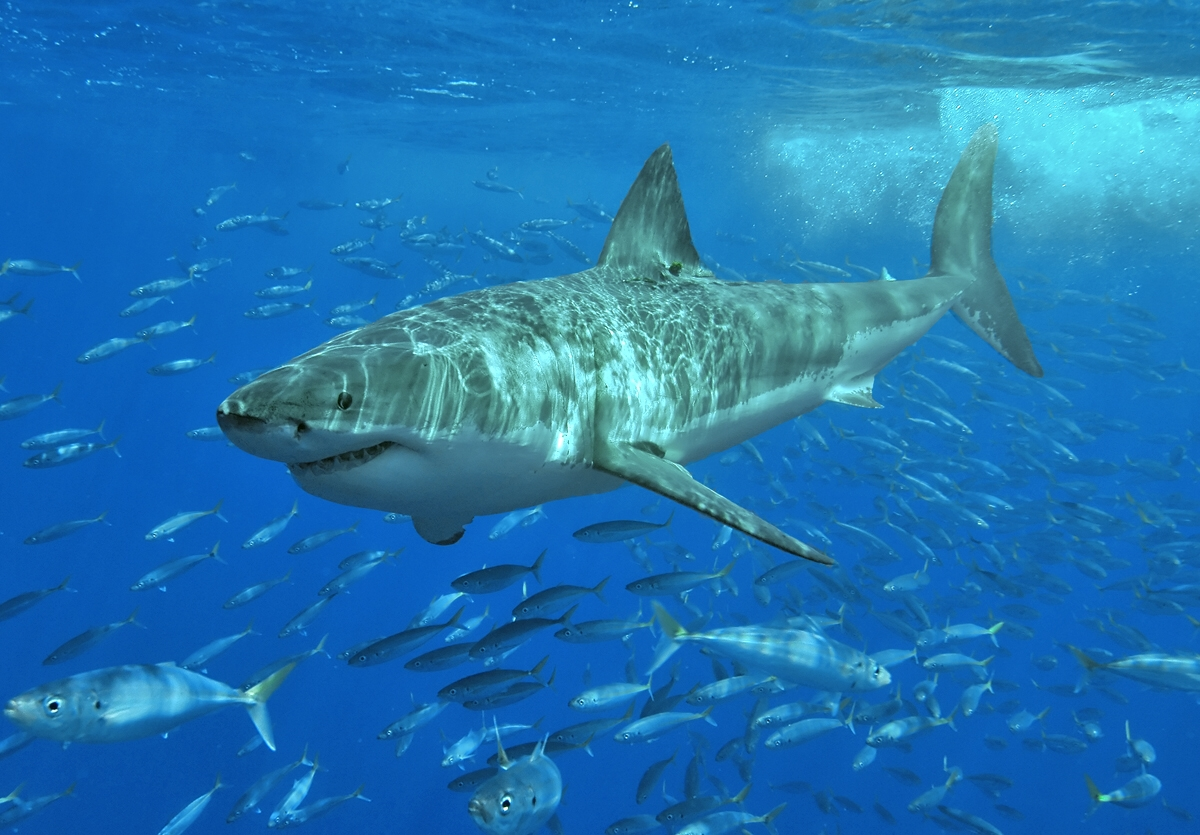
يشارك القرش الأبيض العظيم في أكثر الهجمات غير المبررة فتكًا.

هناك مجموعة من تقنيات الوقاية من هجوم أسماك القرش المستخدمة لتقليل مخاطر هجوم القرش والحفاظ على سلامة الناس. وهي تشمل إزالة أسماك القرش بطرق الصيد المختلفة، والفصل بين الناس وأسماك القرش، فضلاً عن المراقبة والتعليم والحلول المختلفة القائمة على التكنولوجيا. التقنيات التي تنطوي على إعدام أسماك القرش مثيرة للجدل.
أعربت المجموعات البيئية عن قلقها بشأن تأثير إنخفاض أعداد أسماك القرش على النظم البيئية للمحيطات ومشكلة الصيد العرضي للحياة البحرية الأخرى، وخاصة الأنواع المهددة بالإنقراض. لأن أسماك القرش مهمة للنظام البيئي، فإن قتلها يضر بالنظام البيئي.